# Ндвандве
Ндвандве — одно из племенных объединений народа нгуни в Южной Африки. Первоначально ндвандве владели территорией к северу и востоку от реки Блэк-Умфолози (современная ЮАР).
В конце XVIII — начала XIX века вождество ндвандве обладало значительной властью в современном Зулуленде. В правление вождя (инкоси) Звиде (1805—1820) ндвандве достигли своего наивысшего могущества. В 1817—1818 годах инкоси Звиде одержал полную победу над другим крупным племенным объединение мтетва под руководством вождя Дингисвайо, который был взят в плен и убит. Однако воинственный вождь зулусов Чака, сподвижник и полководец Дингисвайо, объединил под своей властью остатки мтетва и ряд окрестных племен. Инкоси ндвандве Звиде начал войну против Чаки. В 1818 году Звиде организовал первый поход на владения зулусов. В битве на холме Гкокли[en] армия ндвандве потерпела крупное поражение от зулусов. В этом сражении погибло пять сыновей Звиде.
В 1819 году инкоси Звиде предпринял второй большой поход на королевство зулусов. Чака позволил армии ндвандве, которой командовал Сошангане, проникнуть на его территорию и ответил партизанскими действиями. Из-за недостатка провианта Сошангане стал отступать обратно, но во время переправы через реку Мхалтузе в начале 1820 года армия ндвандве была разделена и потерпела сокрушительное поражение от объединённых сил зулусов и мтетва под командованием Чаки. После разгрома войска Сошангане зулусы предприняли опустошительное вторжение на территорию ндвандве, истребив не успевших бежать членов племени и захватив стада скота. С остатками своего племени Звиде вынужден был отступить на север и обосновался в верховьях реки Комати. Прежние владения ндвадндве были захвачены зулусами.
После смерти Звиде (1825) племенное объединение ндвандве распалось в результате борьбы между его сыновьями и полководцами, начавшими создавать свои собственные государства. В 1826 году последний инкоси ндвандве Сикуньяна, сын и преемник Звиде, попытался вернуть прежнюю территорию племени, но потерпел окончательное поражение от зулуского вождя Чаки. Сошангане и Звангендаба, крупные полководцы Звиде, с частью ндвандве отступили дальше на север. Сошангане подчинил своей власти племена тсонга и создал своё королевство в современном Мозамбике, а Звангендаба уничтожил империю народа шона Розви в современном Зимбабве и основал государство нгони в современном Малави. Некоторые роды ндвандве поселились в Свазиленде и Замбии, а другие рассеялись по всей Южной Африке.
Они говорят на диалекте нгуни, а их официальными языками являются английский в Замбии и Зимбабве и португальский в Мозамбике.